# Красный Октябрь (Уренский район)
Красный Октябрь — деревня в составе Обходского сельсовета Уренского района Нижегородской области.

## География
Деревня находится в 28 км к северо-востоку от Урени и в 191 км к северо-востоку от Нижнего Новгорода. Абсолютная высота над уровнем моря — 141 м..

### Часовой пояс
Красный Октябрь находится в часовой зоне МСК (московское время). Смещение применяемого времени относительно UTC составляет +3:00.

## Население
| 2002 | 2010 |
| ---- | ---- |
| 13   | ↘12  |

Национальный состав
Согласно результатам переписи 2002 года, в национальной структуре населения русские составляли  100% из 13 человек.